# Uncía

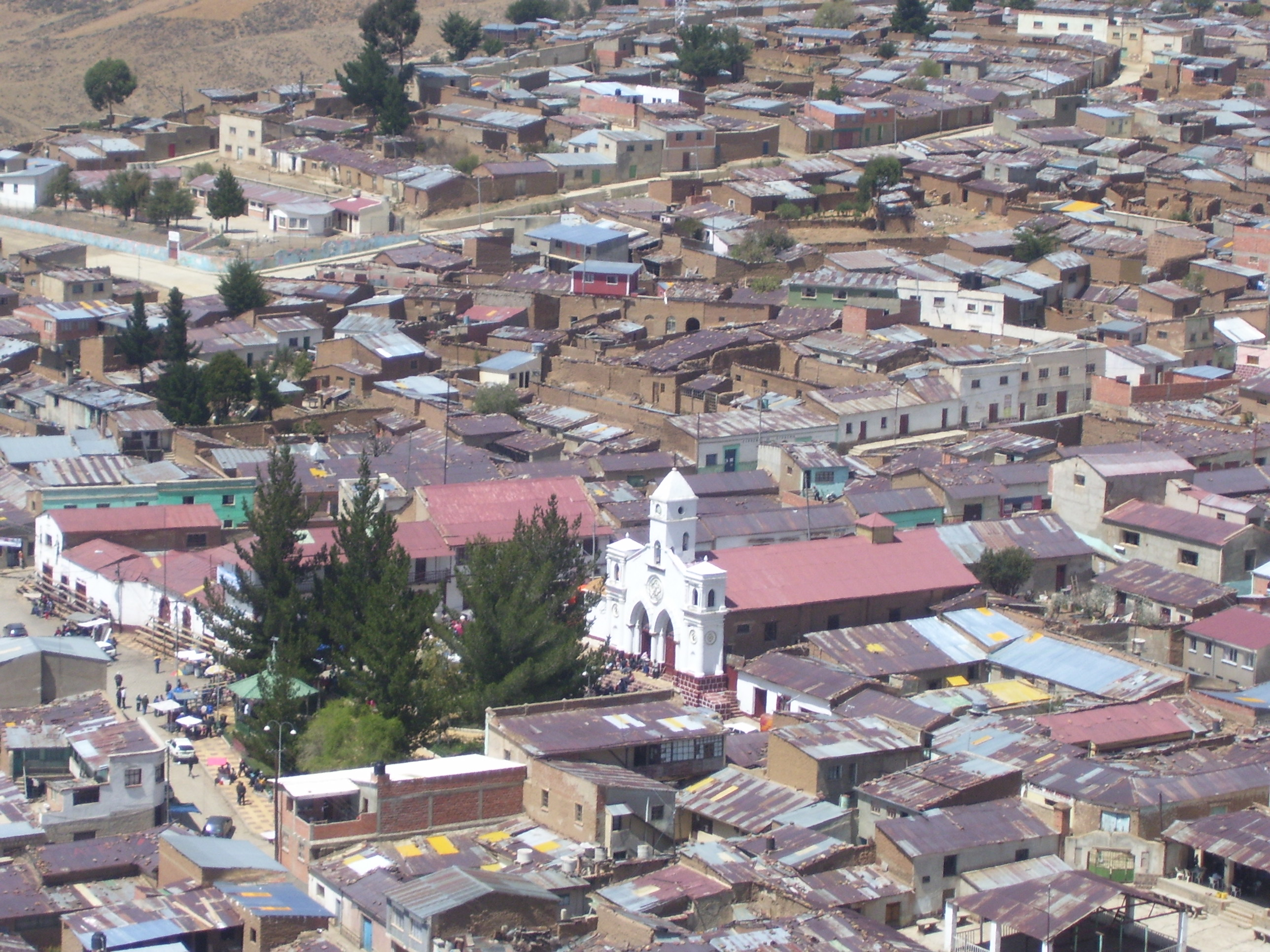
Uncía

Uncía är huvudort i provinsen Rafael Bustillo  i departementet Potosí i Bolivia. 